# Wouter Peeters
Wouter Peeters, född 31 juli 1998 i Turnhout, Belgien, är en belgisk professionell ishockeymålvakt som spelar för Youngstown Phantoms i USHL.